# Anne Ahlgren
Anne Ahlgren (1985 gift Sundell), född 1960, är en svensk modern femkampare.
Ahlgren var ursprungligen simmare och fotbollsspelare, och har sedan arbetat som polis. Hon tog individuellt VM-guld 1981 och VM-silver 1983 samt lag-VM-brons 1981–1983 och 1985. Ahlgren tog även två SM-guld i modern femkamp: 1982 och 1985.